# Serica almorae
Serica almorae är en skalbaggsart som beskrevs av Ahrens 1999. Serica almorae ingår i släktet Serica och familjen Melolonthidae. Inga underarter finns listade i Catalogue of Life.